# Banfi
Pour les articles homonymes, voir Banfi (homonymie).
Banfi, en hongrois Bánfihegy [bAnfihedj] est un petit village de Croatie, dans le district de Međimurje, dépendant de la commune de Štrigova.

## Renseignements de base
- Surface:   km²
- Population: 340
- Code postal: 40 312
- Code automobile: ČK
- Préfixe téléphonique: +385 040

## Étymologie
Ce nom de lieu a pour origine le nom de famille historique hongrois Bánffy [bAnfi].

## Situation géographique
Banfi se situe le long de la frontière slovène. Štrigova se trouve à 1, Čakovec à 18 km.

## Histoire
Les champs autour de l'actuel village ont longtemps appartenu à Stridóvár. Un village s'est formé au début du XXe siècle. En 1910 y vivaient 743 habitants, pour la plupart croates. Jusqu'au Traité de Trianon, Bánfihegy faisait partie du Royaume de Hongrie, comitat royal de Zala, du district de Csáktornya ; ensuite, il appartint au Royaume des Serbes, Croates et Slovènes, et à partir de 1929 à la Yougoslavie. En 1941, l'armée allemande occupa la région et la transmit à la Hongrie dix jours après. Jusqu'en 1945, elle fit partie de la Hongrie, puis de la Yougoslavie, et depuis 1991, elle fait partie de la Croatie.